# Гай Целій Кальд (претор)
Гай Целій Кальд (*Gaius Caelius Caldus, прибл. 110 до н. е. —після 59 до н. е.) — політичний та військовий діяч Римської республіки.

## Життєпис
Походив з роду Целіїв. Син Гая Целія Кальда, консула 94 року до н. е. Приблизно у 90 році до н. е. увійшов до колегії квіндецемвірів священнодійства. У 81 році до н. е. увійшов до колегії авгурів. Між 70 та 60 роками обіймав посаду претора, потім керував провінцією і був проголошений імператором. Відомий лише за монетам свого небожа — Гая Целія Кальда.